# Маковецкий, Станислав
Станислав Маковецкий (пол. Stanisław Makowiecki, 7 ноября 1942, д. Щеннов, Зажече, нацистская Германия — 4 февраля 2015, Жешув, Польша) — польский борец вольного стиля, бронзовый призёр чемпионата мира в Софии (1971).

## Спортивная карьера
Выступал за спортивное общество «Сталь» из Жешува (1961—1978). Чемпион Польши в:
- 1967, 1969, 1970 гг. — в полутяжелом весе,
- 1971 г. — в тяжелом весе,
- 1973—1976 гг. — в суперсупертяжелом весе.

На чемпионате мира в Софии (1971) завоевал бронзовую медаль в супертяжелой категории. На первенстве Европы по борьбе в Хельсинки (1973) занял 4-е место в супертяжелой категории.
Участник летних Олимпийских играх в Мюнхене (1972), на которых был восьмым в супертяжелой весовой категории.